# Longosuchus
Longosuchus meadei
Genre
Espèce
Longosuchus est un genre d'aétosaures, ordre éteint de reptiles du Trias supérieur. Il n'est connu que par une seule espèce, Longosuchus meadei.

## Répartition géographique
Les restes fossiles de ce représentant de la sous-famille des Desmatosuchinae ont été découverts au Texas et au Maroc.

## Description
Sa longueur est estimée à trois mètres.

## Publication originale
- (en) Adrian P. Hunt et Spencer G. Lucas, « Re-evalution of “Typothorax” meadei, a Late Triassic aetosaur from the United States », Paläontologische Zeitschrift, Heidelberg, Stuttgart et Berlin, Springer Science+Business Media et E. Schweizerbart (d), vol. 64, nos 3-4,‎ décembre 1990, p. 317-328 (ISSN 0031-0220 et 1867-6812, OCLC 263595522 et 1026972945, DOI 10.1007/BF02985722, lire en ligne).